# Derry (Stephen King)
Derry es una ciudad ficticia ubicada en el estado de Maine, Estados Unidos, parte de la topografía imaginaria que el autor estadounidense Stephen King usa en su obra escrita. Derry ha sido el sitio de desarrollo de varias novelas y relatos cortos del autor. El nombre de la ciudad apareció inicialmente en el relato corto "The Bird and the Album" de 1981 y reapareció en su novela de 2011 22/11/63. King ha afirmado que Derry es realmente su interpretación de Bangor, ciudad real del estado de Maine. Un mapa que se encuentra disponible en la página oficial de Stephen King ubica a Derry cerca de la población de Etna, Maine.
King, un nativo de Portland, creó una trinidad de localidades ficticias ubicadas en Maine: Derry, Castle Rock y Jerusalem's Lot, como lugares donde se desarrolla gran parte de su obra.

## Obras desarrolladas en Derry
- It (1986)
- Insomnia (1994)
- Un saco de huesos (1998)
- El cazador de sueños (2001)
- Una extensión justa (2010)
- 22/11/63 (parcialmente) (2011)

## Obras en las que se nombra a Derry
- El cuerpo (1982)
- El fugitivo (1982)
- Cementerio de animales (1983)
- Uncle Otto's Truck (1983)
- Mrs. Todd's Shortcut (1984)
- It (1986)
- Los Tommyknockers (1987)
- El aviador nocturno (1988)
- Secret Window, Secret Garden (1990)
- Needful Things (1991)
- Sala de autopsias número 4 (1997)
- El virus de la carretera viaja hacia el norte (1999)
- Hearts in Atlantis (1999)
- La Torre Oscura VII: la Torre Oscura (2004)
- La historia de Lisey (2006)
- Mute (2007)
- La cúpula (2009)
- Todo oscuro, sin estrellas (2010)